# Bojar (Castellón)
Bojar es un pueblo  del municipio de Puebla de Benifasar, perteneciente a la provincia de Castellón, en la Comunidad Valenciana.

## Historia
Hacia mediados del siglo XIX, el lugar, por entonces con ayuntamiento propio, tenía contabilizada una población de 549 habitantes. Aparece descrito en el segundo volumen del Diccionario geográfico, estadístico, histórico, biográfico, postal, municipal, marítimo y eclesiástico de España y sus posesiones de ultramar de Pablo Riera y Sans con las siguientes palabras:

BOJAR. — L. con ayunt., al que se hallan agreg. 31 cas. y grupos, edif., viv. y alb. ais. Cuenta con 549 hab. y 151 edif. entre habitados é inhabitados. - org. civ. Corresponde á la prov. de Castellon de la Plana, al 1er dist. de su part. jud. para las elecciones de diputados provinciales y al dist. de Morella para las de Córtes. — org. mil. C. G. de Valencia y G. M. de Castellon. — org. ecle. Pertenece á la dióc. de Tortosa y tiene, bajo la advocacion de Ntra. Sra. de la Asuncion, una iglesia parroquial convenientemente servida. - org. jud. Adscrito al part. jud. de Morella, corresponde á la aud. territ. de Valencia, distante unos 130 k. y 20 de Morella. — org. econ. Depende para el pago de contr. de la admon. econ. de la prov. El presupuesto municipal nivelado asciende á 2,470'78 pts. y el total importe de los impuestos por terr. é industrial á 2,801'42 pts. - S. púb. Verifica el servicio de corr. por la A. de Valencia á Barcelona, estacion y cn. Vinaroz á Morella, pt. de Bojar. - ob. púb. y med. de com. Cuenta con 7 caminos vecinales en mediano estado para el tránsito y transportes a los pueblos del part. - ins. púb. El municipio costea el sostenimiento de 2 escuelas de primeras letras, una para niños y para niñas la otra, con asistencia de 25 á 30 de los primeros y poco ménos de las segundas; ademas hay clase de noche para la ins. de adultos. — art., of. ind. La única ind. que domina en este l. es la agrícola; hay algunos of. mecánicos y las profesiones más necesarias, así como tambien establecimientos para la expendicion de artículos de primera necesidad. — pob. Forman ésta 110 edif., distribuidos en algunas calles y 2 plazas, sin que ninguno, con inclusion de la iglesia y casa consistorial, ofrezca nada de particular. Abastece de agua al vecindario una fuente que hay en el l. — sit. geog. y top. Sobre terreno elevado y montañoso, combatido por los vientos N. y E., disfrutando de clima sano y fresco, está situado el l., teniendo por límites al N. el tér. de Corachar, al E. el de Fredes, al S. el de Puebla de Benifasar y al O. el de Castell de Cabres. El terreno es poco fértil. Su prod. es regular en cereales, legumbres y hortalizas para el consumo. Cría algun ganado lanar y vacuno y abunda la caza de conejos y perdices en los montes que existen, entre los que debemos citar el denominado Bobalar, perteneciente al comun de vec., cuyo pasto aprovecha para el ganado de labor.
(Riera y Sans, 1882, p. 808)

El municipio de Bojar desapareció en 1977, al incorporarse, junto con los de Ballestar, Corachar y Fredes, al de Puebla de Benifasar.

## Demografía
| Gráfica de evolución demográfica de Bojar entre 1842 y 1970 |
| |
| Población de derecho según los censos de población del INE Población de hecho según los censos de población del INEEntre el censo de 1857 y el anterior, disminuye el término del municipio porque independiza a Corachar y Fredes. Entre el censo de 1981 y el anterior, este municipio desaparece porque se integra en el municipio Puebla de Benifasar. |